# El pez que fuma
El pez que fuma és una pel·lícula del director veneçolà Román Chalbaud estrenada en 1977. La pel·lícula es considera la més representativa de Chalbaud i el cinema veneçolà produït en els anys 1970, període comunament descrit com la seva "Edat d'Or". Amb aquesta producció, Chalbaud va definir un estil i una estètica en les pel·lícules veneçolanes.
La pel·lícula va ser votada com la millor pel·lícula veneçolana de tots els temps amb 22 vots en una enquesta de 1987 a 29 experts organitzada per la revista 'Imagen'. També va ser votada com la millor pel·lícula veneçolana de tots els temps amb 33 vots en una enquesta de 2016 de 41 experts organitzada per la  Fundació Cinemateca Nacional.

## Argument
"El pez que fuma" és un bar-prostíbul a Veneçuela regentat per La Garza (Hilda Vera). La Garza fa bastant diners amb el seu negoci i li confia al seu amant Dimas (Miguel Ángel Landa) la tasca de dipositar-lo en un banc. Dimas es gasta els diners en dones i apostes, i a més, li xoquen el carro homes actuant en nom de Tobías (Ignacio Navarro), presidiari i amant de La Garza fins que va aparèixer Dimas.
Per a acontentar La Garza, Dimas decideix venjar-se de Tobías, però abans de poder fer res arriba Jairo (Orlando Urdaneta) al bar. Jairo ha estat enviat per Tobías perquè La Garza li doni treball, però Dimas desconfia d'ell. Finalment Jairo és contractat com a cuidador de banys i s'assabenta que també és una timba i una venda de drogues.
Poc a poc Jairo se guanya la confiança de Dimas, però eventualment el substituix en l’administració d’El pez que fuma i al llit de La Garza. En venjança, Dimas intenta disparar-lo però mata a La Garza per error. Por este crimen, Dimas va preso y se encuentra con Tobías, mientras que Jairo se queda con el prostíbulo.

## Repartiment
- Hilda Vera: La Garza
- Miguel Ángel Landa: Dimas
- Orlando Urdaneta: Jairo Javier Quintero Garcia
- Haydée Balza: Selva María
- Rafael Briceño: El Bagre
- Nelly Meruane: La Argentina
- Arturo Calderón: Don Ganzúa
- Herminia Valdez: La Cubana
- Eduardo Cortina: El Gordo Sosa
- Cristóbal Medina: Negro Rivera
- Carlos Flores: El Gallero
- Jose Salas: Jacinto
- Oscar Araujo: El Mono
- Gustavo González: El Comisario
- Nacki Guttman: La Machorra
- Mimí Lazo: Zobeida
- Karla Luzbel: La Satanica
- Victor Febles: Ramirez
- Ana Zavala: Eurubi
- Ignacio Navarro: El Loco Tobias
- Tony Padrón: Montilla
- Luis Pardi: Izaguirre
- Blanca Pereira (Blanquita Pereira): La Violetera
- Pilar Romero:Deborah "La Cucuteña"
- Irma Guzmán: Una Vecina
- Oscar Berrizbeitia: El Ganadero
- Luis Muñoz Lecaros: El Profesor
- Jeff Levis: El Americano
- Virginia Vera: Doris Josefina
- Albertina Álvarez: Nieves La Bruja

## Producció
Entrevistat el 2016, Chalbaud recorda que la idea de la pel·lícula va sorgir quan algú li va explicar, en alguns relats, un amic, en altres, un taxista, sobre un prostíbul anomenat "El Pez que Fuma", i com va quedar el nom tant que va haver d'escriure una història sobre això. El rodatge va tenir lloc en un prostíbul real de La Guaira, durant el dia; aquest bordell va ser destruït durant la tragèdia de Vargas el 1999. Chalbaud va passar dos mesos escollint la música. període en què va quedar atrapat a casa amb una cama trencada, la qual cosa li va donar l'oportunitat de seleccionar acuradament quines cançons necessitava. En un intent de contrarestar la mala qualitat de l'enregistrament de so a Veneçuela, es va incorporar un enginyer de so francès, però a la dècada de 1980 El País va dir que el malgrat això, la pel·lícula "pateix un mal so ".
A la dècada de 1960, Chalbaud va agafar històries de noies a El Canario, un bordell que va visitar quan treballava a la televisió, per escriure la primera versió d'El Pez que Fuma, una obra que va estrenar amb El Nuevo Grupo el 1968. La pel·lícula va portar alguns del repartiment del teatre original per repetir els seus papers. Chalbaud va coescriure el pel·lícula amb Cabrujas, dient que el procés era que ell escriuria una escena, Cabrujas n'escriuria una altra i, de vegades, n'escrivien una alhora. L'autor va afegir que no canviaria res de la pel·lícula.